# Vila Nova da Barquinha
Vila Nova da Barquinha là một huyện thuộc tỉnh Santarém, Bồ Đào Nha. Huyện này có diện tích 50 km², dân số thời điểm năm 2001 là 7610 người.